# 後藤十郎
後藤 十郎（ごとう じゅうろう、1887年11月2日 - 1984年5月25日）は、日本陸軍の軍人。最終階級は陸軍少将。

## 経歴
山形県出身。1907年（明治40年）5月、陸軍士官学校（19期）を卒業。同年12月、陸軍歩兵少尉に任官。
1934年（昭和9年）3月、歩兵大佐に昇進し仙台連隊区司令官に就任。1935年（昭和10年）12月、歩兵第16連隊長に異動。1937年（昭和12年）11月、陸軍少将に進級し対馬要塞司令官となる。1938年（昭和13年）7月、新設の歩兵第132旅団長に就任。満州に派遣された際、張鼓峰事件が起こり南満に留まった。その後、第21軍に転用され、広東攻略戦に参加。1940年（昭和15年）3月、留守第4師団司令部付となり、同年4月に待命、予備役に編入となった。
1941年（昭和16年）4月に召集され、横浜連隊区司令官となり、1945年（昭和20年）3月には甲府地区司令官に就任し終戦を迎えた。
1947年（昭和22年）11月28日、公職追放仮指定を受けた。